# الكفر البحري
قرية الكفرالبحرى هي إحدى القرى التابعة لمركز قلين في محافظة كفر الشيخ في جمهورية مصر العربية. حسب إحصاءات سنة 2006، بلغ إجمالي السكان في الكفرالبحرى 4257 نسمة، منهم 2131 رجل و2126 امرأة.